# サンエムカラー
株式会社サンエムカラー（英: SunM Color Co,. Ltd.）は、1984年創業の印刷会社。美術関係書籍などの印刷業務全般や、各種営業企画、出版を行う。

## 概要
1984年、創業者・松井勝美が印刷機のオペレーターから独立。特殊印刷のアウトソーシング企業として創業。
創業時はオフセット印刷機１機で印刷のみを請け負っていたが、現在ではあらゆる印刷物を企画から製品完成までを行う総合印刷会社として営業を行う。
作家やアーティストの活動をサポートするイベント企画など、美術・文化に対する様々な活動を行う。

## 事業内容
- カタログ、パンフレット、チラシ等の企画、印刷、加工
- 8K印刷（超高精細印刷）
- カサネグラフィカ（次世代高精細複製）
- ジークレー版画
- FMスクリーン印刷
- LED-UV印刷
- 高濃度印刷
- レプリカ印刷
- ルミナアート印刷
- 文化財、美術作品のデジタル化と複製
- グッズ企画、制作、販売

## 沿革
- 1984年9月 - サンエムカラー創立。ハイデルベルグ スピードマスター102（菊全4色機）1機でスタート
- 1985年8月 - 株式会社サンエムカラーとして会社組織化
- 2003年11月 - 営業部・総務部・CDC事業部を統合し新社屋に移転
- 2005年5月 - 東京営業所（現東京支社）創設
- 2006年2月 - 印刷事業部南工場拡張
- 2010年4月 - 滋賀事業部創設
- 2016年9月 - 株式会社燦京堂創設
- 2017年3月  - 京都市オスカー企業認定

## 主な受賞歴
- 2003年 - 第29回木村伊兵衛写真賞 澤田知子『ID400』
- 2007年 - 第33回木村伊兵衛写真賞 岡田敦『I am』
- 2008年 - 第34回木村伊兵衛写真賞 浅田政志『浅田家』
- 2009年 - 第35回木村伊兵衛写真賞 高木こずえ『MID/GROUND』
- 2009年 - 第43回造本装幀コンクール 東京都知事賞 『BIOSOPHIA of BIRDS』
- 2010年 - 第44回造本装幀コンクール 経済産業大臣賞 北野謙 『溶游する都市』
- 2010年 - Photo book award2010 Best24 佐内正史『赤車』
- 2010年 - Photo book award2010 Best24 山崎博「EARLY WORKS』
- 2011年 - 第45回造本装幀コンクール 日本印刷産業連合会会長賞 ムラタ有子『ムラタ有子作品集』
- 2012年 - ADC賞 『本―TAKEO PAPER SHOW 2011』
- 2012年 - 第46回造本装幀コンクール 経済産業大臣賞 出版文化産業振興財団賞 ミシマ社刊『透明人間　再出発』
- 2014年 - 第48回造本装幀コンクール 日本印刷産業連合会会長賞 杉田一弥活花作品集『香玉』
- 2014年 - 第48回造本装幀コンクール 審査員奨励賞 大竹伸朗『憶速』特別版
- 2014年 - 第39回木村伊兵衛写真賞 森栄喜『intimacy』
- 2014年 - 第13回メキシコ国際ポスタービエンナーレ 銀賞「多摩美術大学博士課程展」ポスター
- 2015年 - 第49回造本装幀コンクール 出版文化産業振興財団賞 川島小鳥『おやすみ神たち』
- 2015年 - 第24回林忠彦賞 中藤毅彦『STREET RAMBLER』
- 2015年 - 第40回木村伊兵衛写真賞 川島小鳥『明星』
- 2016年 - 第50回造本装幀コンクール 出版文化国際交流会賞 福本潮子『藍の青』
- 2016年 - ADC賞 原弘賞 細江英公『薔薇刑』
- 2017年 - 第51回造本装幀コンクール 日本書籍出版協会理事長賞 安西水丸『ON THE TABLE』
- 2018年 - 第52回造本装幀コンクール 最優秀賞文部科学大臣賞 池内晶子『Akiko Ikeuchi』
- 2018年 - 第52回造本装幀コンクール 審査員奨励賞 ロート製薬『THE LOVING INSTRUCTION MANUAL』
- 2019年 - 第45回木村伊兵衛写真賞 片山真理『GIFT』
- 2020年 - 第46回木村伊兵衛写真賞 吉田志穂『測量｜山』
- 2020年 - 京都中小企業技術大賞 優秀技術賞 「燦・エクセル・アート（印刷の8K）®」
- 2021年 - 第54回造本装幀コンクール 東京都知事賞 今城純『forward』
- 2021年 - 第54回造本装幀コンクール 産業大臣賞 『Arts and Media / volume 10』
- 2022年 - 第55回造本装幀コンクール 日本製紙連合会賞 『天童木工とジャパニーズモダン』

## 拠点
- 本社 - 京都市南区吉祥院嶋樫山町37
- 印刷事業部 - 京都市南区吉祥院嶋野間詰町2
- 東京支社 - 東京都千代田区神田小川町2丁目6番12号東観小川町ビル3階
- 水道橋営業所 - 東京都千代田区神田三崎町2－20－4八木ビル5F

## 関連会社
- 株式会社 燦京堂 - グッズ企画・販売